# Erwin Dudley
Erwin Dudley, né le 2 octobre 1981, à Uniontown, en Alabama, est un joueur américain naturalisé turc de basket-ball. Il évolue aux postes de ailier fort et de pivot. Son nom turc est Ersin Dağlı.

## Palmarès
- Vainqueur de l'EuroChallenge 2011-2012